# Дау (ветроход)
Да́у (на арабски: داو [da:w] — „да́у“), понякога (по-малко правилно) до́у (от на английски: dhow) или дха́у – общото име на различните арабски съдове (багала, батела, самбук, зарук и т.н.) с латинско ветрилно въоръжение. Тези леки, но здрави съдове се произвеждат от тиковото дърво, растящо в Индия, по проверени от векове технологии.
Съдовете от типа дау са широко разпространени в крайбрежните води на Арабския полуостров, Индия и източна Африка. Те се появяват дълго преди новата ера, но и днес могат да се срещнат в много страни на тези региони. Терминът „дау“ също се използва за малките, традиционно построени съдове, използвани преимуществено за търговия в Червено море, областта на Персийския залив и Индийския океан от Мадагаскар до Бенгалския залив. Такива съдове, като правило, имат водоизместимост 300 – 500 тона, и дълъг, тънък профил на корпуса. Като правило, съвременните дау са ветроходно-моторни съдове.